# Monika Müller (Politikerin)
Monika Müller (* 1974 in Malsch) ist eine deutsche Kommunalpolitikerin (SPD) und seit 2023 Oberbürgermeisterin der baden-württembergischen Stadt Rastatt.

## Herkunft und Ausbildung
Müller wuchs in Muggensturm als jüngstes von sechs Kindern auf. Sie legte 1993 das Abitur am Tulla-Gymnasium in Rastatt ab. Im Anschluss daran studierte sie Jura an den Universitäten Konstanz und Ulm. Sie schloss das Studium mit dem ersten und zweiten Staatsexamen ab. Das Rechtsreferendariat absolvierte sie in Ulm, Speyer und Offenburg.

## Politische Laufbahn
Müller war zunächst Regionalgeschäftsführerin Ost eines Bundesverbands im Bereich der ambulanten Pflege. Von 2001 bis 2003 war sie Büroleiterin bei Nicolette Kressl, Bundestagsabgeordnete für Rastatt. In den Jahren 2003 bis 2005 hatte sie eine Stelle als koordinierende Referentin der SPD-Bundestagsfraktion für Familienpolitik inne. Von 2005 bis 2011 arbeitete Müller als Referentin für Soziales, Familie, Bildung und Recht bei der Sozialdemokratischen Gemeinschaft für Kommunalpolitik. Zwischen 2011 und 2018 war sie Dezernentin der Stadt Pforzheim für Soziales, Jugend, Bildung und Sport zuständig. Von 2018 bis 2023 war Müller Stadträtin der Stadt Wolfsburg für Soziales, Gesundheit, Klinikum und Sport.
Am 15. Oktober 2023 wurde Müller mit 50,3 Prozent der Stimmen im zweiten Wahlgang zur Oberbürgermeisterin von Rastatt gewählt. Die Stichwahl in Rastatt war die erste Stichwahl bei einer Oberbürgermeisterwahl in Baden-Württemberg nach der Kommunalwahlreform 2023. Im ersten Wahlgang hatte Müller 38 Prozent der Stimmen bei vier Gegenkandidaten erhalten. Müller folgte Hans Jürgen Pütsch (CDU) nach und trat das Amt am 17. Dezember 2023 an. Da es gegen die Wahl einen Einspruch gegeben hat, war Müller zunächst bestellte Oberbürgermeisterin, hatte in dieser Rolle sämtliche Bürgermeisterrechte und führte die Bezeichnung Oberbürgermeisterin. Bei dem Einspruch ging es um den Vorwurf der fehlerhaften Feststellung von Wahlergebnissen, der Verzögerung bei der Auszählung in einem Wahlbezirk und Nichtberücksichtigung von Briefwahlunterlagen. Einspruch und Klage blieben erfolglos, seit Anfang Juli 2024 ist Monika Müller „ordentliche“ Oberbürgermeisterin der Stadt Rastatt.

## Privates
Monika Müller hat drei Kinder, ihr Partner Magnus Schlecht ist Chief Digital Officer (CDO) der Pforzheimer Zeitung. Müller war bis zu dessen Tod 2020 mit Anton Schaaf verheiratet.